# Боголюбовия
Боголюбовия (лат. Bogolubovia) — род птерозавров из позднемеловой эпохи (кампанский век), голотип которого найден в Рыбушкинской свите, возле города Петровск в Саратовской области России. Является первым таксоном птерозавров, найденным на территории России.

## История изучения
Николай Николаевич Боголюбов отнёс найденный в 1914 году образец, состоящий из единственного фрагмента шейного позвонка, к новому виду рода Ornithostoma — O. orientalis. В 1989 году Лев Несов и Александр Ярков выделили вид в новый род Bogolubovia, названный в честь обнаружившего остатки палеонтолога.
В 1991 году род боголюбовия отнесён Несовым к семейству аждархид. Однако Петер Велльнхофер в том же году оставил вид в семействе птеранодонтид, где он пребывал ещё под названием O. orientalis. Такое разногласие могло возникнуть в том числе из-за того, что голотип был утерян, а к виду были отнесены другие ископаемые остатки. Работа 2005 года, проведённая Александром Аверьяновым и коллегами, подтвердила версию русского палеонтолога о включении рода в семейство аждархид. Тем не менее, в работе А. Аверьянова и А. Курина 2022 года боголюбовия была реклассифицирована в качестве птеранодонтида. Описание второго позвонка птерозавра из местонахождения Малая Сердоба также подтверждает его как птеранодонтида. Боголюбовию можно с уверенностью отличить от других представителей семейства — Pteranodon и Volgadraco, на основании чего она считается валидным таксоном.

## Описание
Согласно голотипу, это был птерозавр среднего размера, с приблизительным размахом крыльев в 3—4 метра. Более поздние находки указывают на размах в 4,3 метра.